# Otto Grün
Otto Grün, nemški general, * 29. maj 1882, † 26. marec 1948.